# Черкес, Виталий
Виталий Черкес (рум. Vitalie Cercheş, 9 мая 1973, Кишинёв, Молдавская ССР, СССР) — молдавский легкоатлет, выступавший в беге на средние дистанции. Участник летних Олимпийских игр 2000 года.

## Биография
Виталий Черкес родился 9 мая 1973 года в Кишинёве.
Выступал в легкоатлетических соревнованиях за «Динамо».
В 1999 году занял 3-е место в беге на 800 метров на Кубке Украины.
В 2000 году вошёл в состав сборной Молдавии на летних Олимпийских играх в Сиднее. Выступал в беге на 800 метров. В четвертьфинальном забеге занял 7-е место среди 8 участников с результатом 1 минута 52,15 секунды, уступив 3,64 секунды ставшему вторым и квалифицировавшемуся в финал Моухсину Чехиби из Марокко.
В 2001 и 2002 годах занял 2-е место на 800-метровке во второй лиге Кубка Европы.

## Личные рекорды
- Бег на 400 метров — 49,72 (6 июня 1998, Белград)[2]
- Бег на 800 метров — 1.47,18 (18 августа 2000, Ельница)[2]